# Ferrières-en-Brie
Ferrières-en-Brie est une commune française située dans le département de Seine-et-Marne en région Île-de-France.

## Géographie

### Localisation

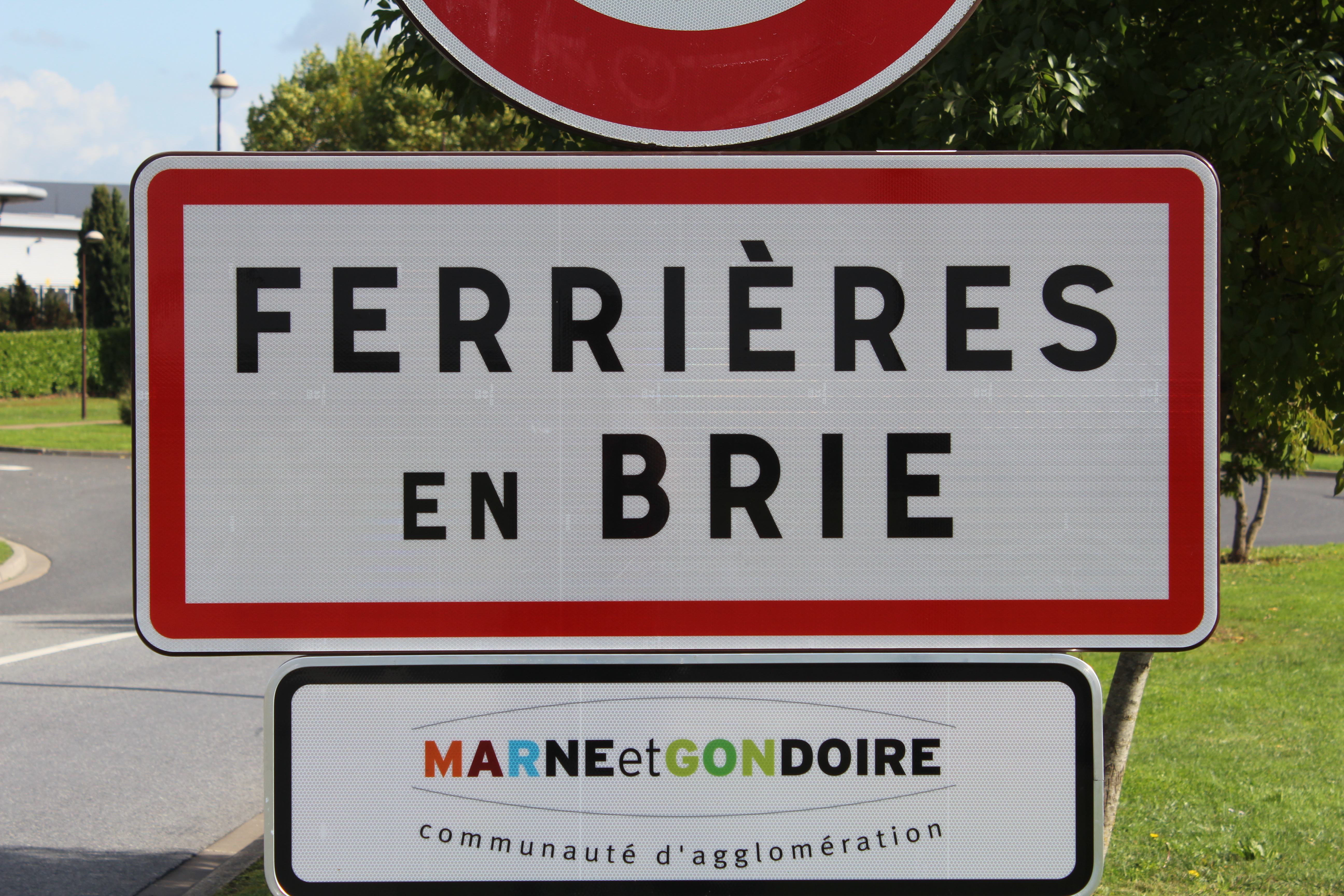
Panneau d'entrée.

Ferrières-en-Brie est située à 26 km à l'est de Paris, sur le plateau de la Brie, entre les vallées de la Seine et de la Marne.

### Communes limitrophes
| Collégien | Bussy-Saint-Georges |  |
|           | Ferrières-en-Brie   |  |
|           | Pontcarré           |  |

### Géologie et relief
L'altitude de la commune varie de 84 mètres à 126 mètres pour le point le plus haut, le centre du bourg se situant à environ 109 mètres d'altitude (mairie). Elle est classée en zone de sismicité 1, correspondant à une sismicité très faible.

### Hydrographie

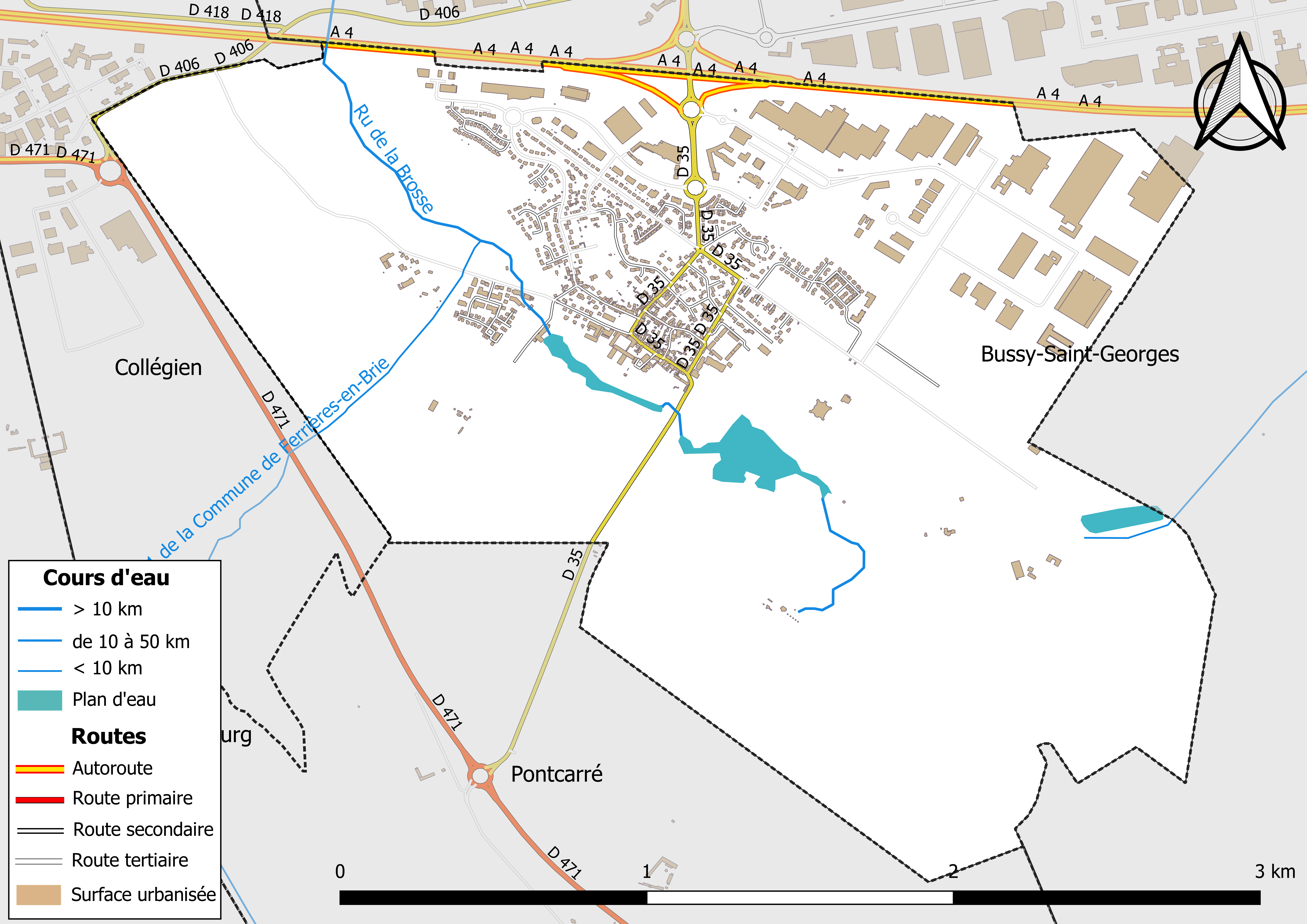
Carte des réseaux hydrographique et routier de Ferrières-en-Brie.

Le réseau hydrographique de la commune se compose de  trois cours d'eau référencés :
- le ru de la Brosse, 6,85 km[3], affluent de la Gondoire ;
  - le fossé 01 de la commune de Ferrières-en-Brie, 1,90 km[4], affluent du ru de la Brosse ;
- le cours d'eau 01 de la commune de Bussy-Saint-Georges, 2,01 km[5].

La longueur totale des cours d'eau sur la commune est de 4,24 km.

### Climat
Pour des articles plus généraux, voir Climat de l'Île-de-France et Climat de Seine-et-Marne.
En 2010, le climat de la commune est de type climat océanique dégradé des plaines du Centre et du Nord, selon une étude du CNRS s'appuyant sur une série de données couvrant la période 1971-2000. En 2020, Météo-France publie une typologie des climats de la France métropolitaine dans laquelle la commune est exposée à un climat océanique altéré et est dans la région climatique Sud-ouest du bassin Parisien, caractérisée par une faible pluviométrie, notamment au printemps (120 à 150 mm) et un hiver froid (3,5 °C).
Pour la période 1971-2000, la température annuelle moyenne est de 10,9 °C, avec une amplitude thermique annuelle de 15,2 °C. Le cumul annuel moyen de précipitations est de 717 mm, avec 10,9 jours de précipitations en janvier et 8 jours en juillet. Pour la période 1991-2020, la température moyenne annuelle observée sur la station météorologique la plus proche, située sur la commune de Torcy à 5 km à vol d'oiseau, est de 12,1 °C et le cumul annuel moyen de précipitations est de 716,4 mm,. Pour l'avenir, les paramètres climatiques de la commune estimés pour 2050 selon différents scénarios d'émission de gaz à effet de serre sont consultables sur un site dédié publié par Météo-France en novembre 2022.
| Mois                                  | jan.            | fév.           | mars          | avril         | mai            | juin          | jui.           | août           | sep.          | oct.            | nov.            | déc.            | année      |
| ------------------------------------- | --------------- | -------------- | ------------- | ------------- | -------------- | ------------- | -------------- | -------------- | ------------- | --------------- | --------------- | --------------- | ---------- |
| Température minimale moyenne (°C)     | 2,2             | 2,3            | 4             | 6,1           | 9,6            | 12,7          | 14,6           | 14,2           | 11,2          | 8,8             | 5,1             | 2,9             | 7,8        |
| Température moyenne (°C)              | 4,8             | 5,6            | 8,3           | 11,2          | 14,6           | 18            | 20,1           | 19,8           | 16,3          | 12,8            | 8,1             | 5,5             | 12,1       |
| Température maximale moyenne (°C)     | 7,4             | 8,9            | 12,6          | 16,2          | 19,7           | 23,2          | 25,6           | 25,5           | 21,5          | 16,8            | 11,1            | 8               | 16,4       |
| Record de froid (°C) date du record   | −12,6 07.01.09  | −11,4 07.02.12 | −8,6 01.03.05 | −3,3 06.04.21 | 0,4 07.05.1997 | 2,8 04.06.01  | 6,6 13.07.1993 | 5,8 28.08.1998 | 2 30.09.18    | −3,4 30.10.1997 | −9,7 24.11.1998 | −9,6 29.12.1996 | −12,6 2009 |
| Record de chaleur (°C) date du record | 17,3 05.01.1999 | 20,9 27.02.19  | 26,2 31.03.21 | 28,8 20.04.18 | 31,6 27.05.05  | 36,6 27.06.11 | 42,1 25.07.19  | 39,7 11.08.03  | 35,7 08.09.23 | 28,7 02.10.11   | 21,9 07.11.15   | 17,8 07.12.00   | 42,1 2019  |
| Précipitations (mm)                   | 57,2            | 53,2           | 52,5          | 50            | 71,3           | 57,6          | 60,5           | 66,1           | 53,3          | 60,5            | 59,5            | 74,7            | 716,4      |

### Milieux naturels et biodiversité

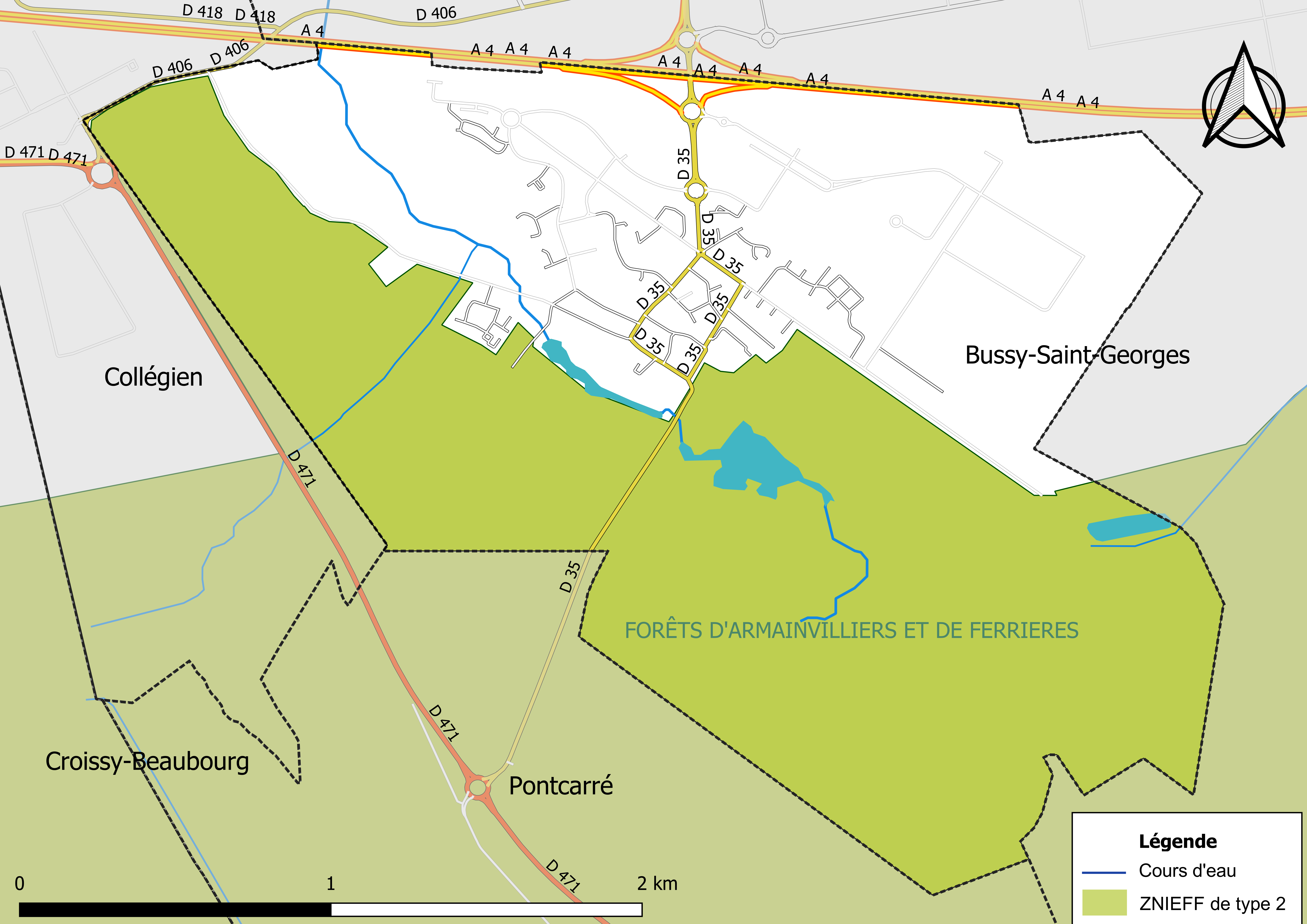
Carte des ZNIEFF de type 2 localisées sur la commune.

L’inventaire des zones naturelles d'intérêt écologique, faunistique et floristique (ZNIEFF) a pour objectif de réaliser une couverture des zones les plus intéressantes sur le plan écologique, essentiellement dans la perspective d’améliorer la connaissance du patrimoine naturel national et de fournir aux différents décideurs un outil d’aide à la prise en compte de l’environnement dans l’aménagement du territoire.
Le territoire communal de Ferrières-en-Brie comprend une ZNIEFF de type 2,,, 
les « forêts d'Armainvilliers et de Ferrières » (5 682,94 ha), couvrant 12 communes du département.

## Urbanisme

### Typologie
Au 1er janvier 2024, Ferrières-en-Brie est catégorisée ceinture urbaine, selon la nouvelle grille communale de densité à sept niveaux définie par l'Insee en 2022.
Elle appartient à l'unité urbaine de Paris, une agglomération inter-départementale regroupant 407  communes, dont elle est une commune de la banlieue,,. Par ailleurs la commune fait partie de l'aire d'attraction de Paris, dont elle est une commune de la couronne,. Cette aire regroupe 1 929 communes,.

### Lieux-dits et écarts
La commune compte 20 lieux-dits administratifs répertoriés consultables ici (source : le fichier Fantoir).

### Occupation des sols
L'occupation des sols de la commune, telle qu'elle ressort de la base de données européenne d’occupation biophysique des sols Corine Land Cover (CLC), est marquée par l'importance des territoires artificialisés (45,5 % en 2018), en augmentation par rapport à 1990 (23,1 %). La répartition détaillée en 2018 est la suivante : 
forêts (34% ), zones industrielles ou commerciales et réseaux de communication (20,1% ), zones agricoles hétérogènes (15,8% ), espaces verts artificialisés, non agricoles (14,4% ), zones urbanisées (11% ), terres arables (4,7 %).
Parallèlement, L'Institut Paris Région, agence d'urbanisme de la région Île-de-France, a mis en place un inventaire numérique de l'occupation du sol de l'Île-de-France, dénommé le MOS (Mode d'occupation du sol), actualisé régulièrement depuis sa première édition en 1982. Réalisé à partir de photos aériennes, le Mos distingue les espaces naturels, agricoles et forestiers mais aussi les espaces urbains (habitat, infrastructures, équipements, activités économiques, etc.) selon une classification pouvant aller jusqu'à 81 postes, différente de celle de Corine Land Cover,,. L'Institut met également à disposition des outils permettant de visualiser par photo aérienne l'évolution de l'occupation des sols de la commune entre 1949 et 2018.

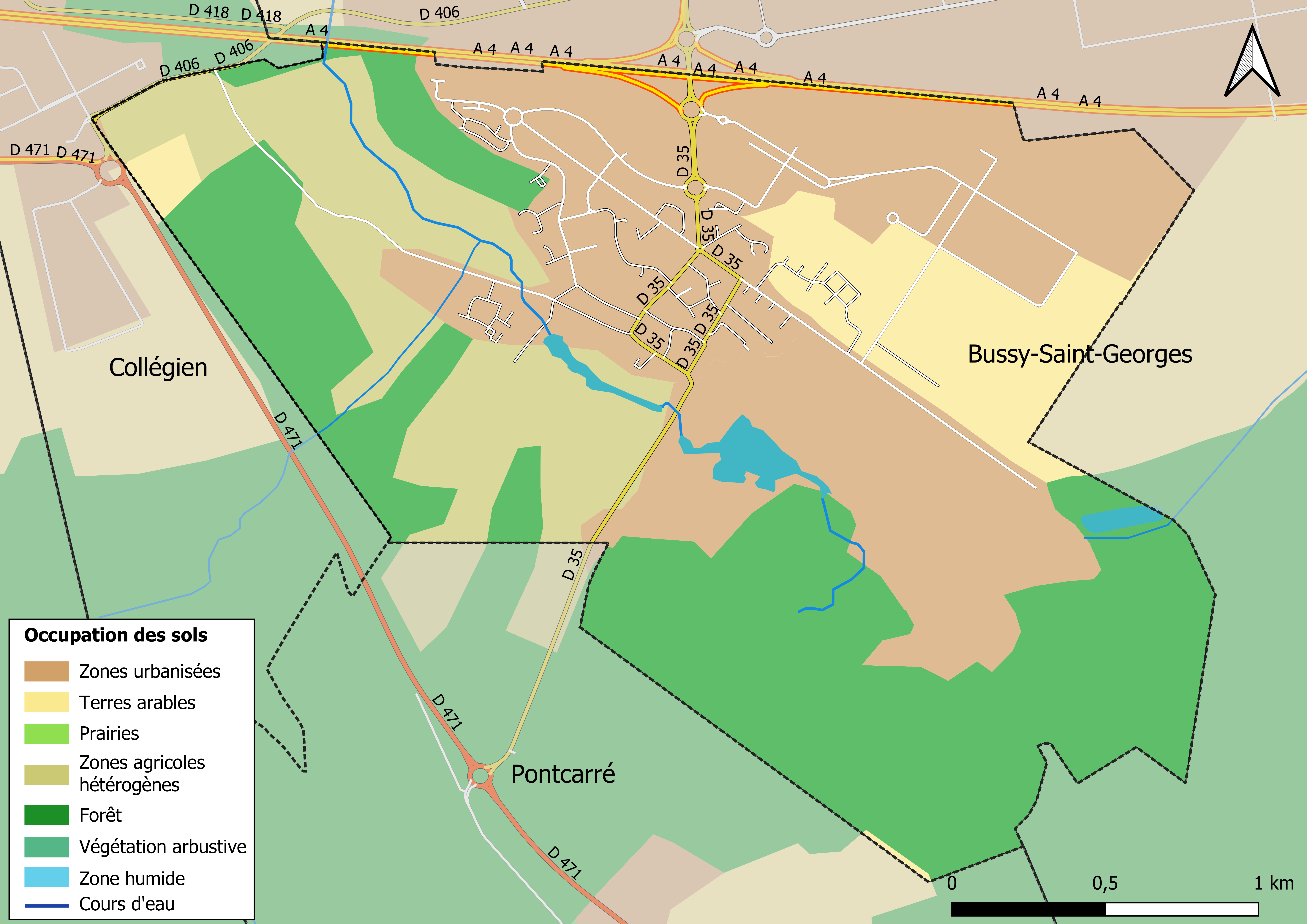
Carte des infrastructures et de l'occupation des sols en 2018 (CLC) de la commune.
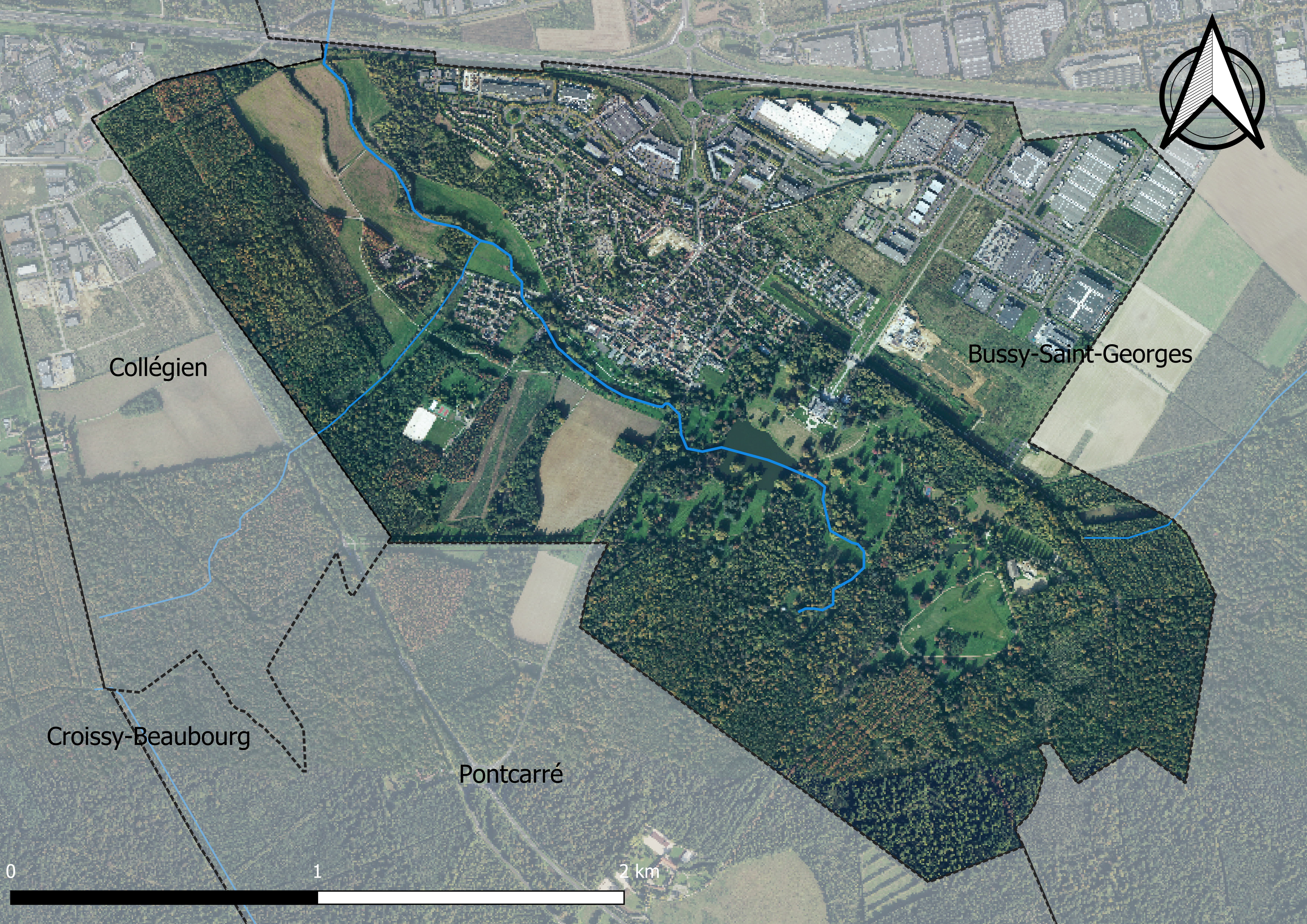
Carte orhophotogrammétrique de la commune.

### Planification
La loi SRU du 13 décembre 2000 a incité les communes à se regrouper au sein d’un établissement public, pour déterminer les partis d’aménagement de l’espace au sein d’un SCoT, un document d’orientation stratégique des politiques publiques à une grande échelle et à un horizon de 20 ans et s'imposant aux documents d'urbanisme locaux, les PLU (Plan local d'urbanisme). La commune est dans le territoire du SCOT Marne, Brosse et Condoire, approuvé en février 2013 et dont la révision a été lancée en 2017 par la Communauté d'Agglomération de Marne et Gondoire.
La commune disposait en 2019 d'un plan local d'urbanisme approuvé. Le zonage réglementaire et le règlement associé peuvent être consultés sur le Géoportail de l'urbanisme.

### Logement
- La commune ne compte en 2015 que 10,5 % de logements sociaux, malgré son obligation légale d'en disposer de 25 % par rapport au nombre de ses résidences principales, au sens de l'article 55 de la loi SRU. De ce fait, le préfet l'a astreint en 2018 au paiement d'une amende de 76 379 €, bien que la commune allègue avoir réalisé 800 logements sociaux en 10 ans, mais majoritairement à loyer parmi les plus élevés possibles du logement social[26].

- En 2017, le nombre total de logements dans la commune était de 1 525 dont 48,2 % de maisons et 51,2 % d'appartements[Note 6].

Parmi ces logements, 94 % étaient des résidences principales, 0,9 % des résidences secondaires et 5,1 % des logements vacants.
La part des ménages fiscaux propriétaires de leur résidence principale s'élevait à 58,1 % contre 39,8 % de locataires dont, 6,1 % de logements HLM loués vides (logements sociaux) et, 2,1 % logés gratuitement.

### Voies de communications et transports

#### Voies routières
- La commune est desservie par l'autoroute A4 au nord de la commune (sortie no 12 « Marne-la-Vallée Val de Bussy, Bussy-Saint-Georges, Ferrières-en-Brie »).

#### Transports en commun
- La commune est desservie par :
  - la ligne 2245 (Gare de Bussy-Saint-Georges circulaire par Ferrières en Brie) du réseau de bus de Marne-la-Vallée ;
  - Depuis avril 2024, la commune est desservie en soirée par le bus de Soirée Bussy-Saint-Georges, permettant de relier la Gare de Bussy-Saint-Georges.

## Toponymie
- Attestée sous les formes Ferreriae vers 1150, Villa Ferreolarum en 1197[28], Ferreriae - Gerrières-en-Brye-lez-Lagny - Les Ferrières-en-Brye[29], la commune, instituée lors de la Révolution française sous le nom de Ferrières, prend en 1976 celui de Ferrières-en-Brie[30].

De l'oil ferriere, « Installation pour extraire, fondre et forger le fer ». Il doit son nom à d'anciennes forges installées en ce lieu en raison de l'abondance des bois qui servaient de combustible pour le traitement du minerai de fer.

## Histoire

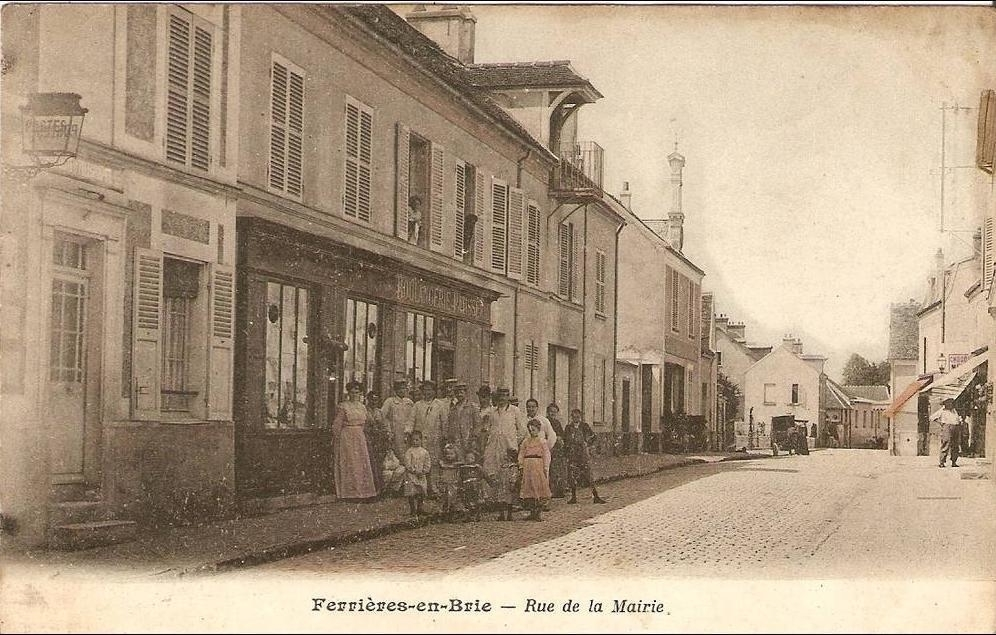
Carte postale de la ville vers 1910.

Lors de guerre franco-allemande de 1870 et pendant le siège de Paris par les Prussiens, le 12 novembre 1870 le ballon monté Daguerre s'envole de la gare d'Orléans et termine sa course pourchassé par la cavalerie ennemie et l'enveloppe du ballon percée, en atterrissant en catastrophe à Ferrières-en-Brie après avoir parcouru 42 kilomètres.

## Politique et administration

### Rattachements administratifs et électoraux
La commune était intégrée depuis 1994 à l'arrondissement de Torcy, qui avait succédé à l'arrondissement de Noisiel du département de Seine-et-Marne.
Afin de faire coïncider les limites d'arrondissement et celles des intercommunalités, elle intègre le 1er janvier 2018 l'arrondissement de Provins.
Pour l'élection des députés, elle fait partie depuis 1988 de la huitième circonscription de Seine-et-Marne.
Elle faisait partie de 1793 à 1975 du canton de Lagny-sur-Marne, année où elle intègre le canton de Torcy. Dans le cadre du redécoupage cantonal de 2014 en France, la commune est désormais rattachée au canton d'Ozoir-la-Ferrière.

### Intercommunalité
La commune était membre du district de la Brie Boisée créé le 26 décembre 1994, et qui s'est transformé en communauté de communes sous le nom de communauté de communes de la Brie boisée.
Dans le cadre des dispositions de la loi portant nouvelle organisation territoriale de la République (Loi NOTRe) du 7 août 2015, qui prévoit que les établissements publics de coopération intercommunale (EPCI) à fiscalité propre doivent avoir un minimum de 15 000 habitants (et 5 000 habitants en zone de montagnes), la Brie boisée, la communauté de communes du Val Bréon et  la communauté de communes les Sources de l'Yerres, auxquelles s'est rajouté la commune de  Courtomer, ont du fusionner pour former, le 1er janvier 2017, la communauté de communes du Val Briard, malgré l'opposition de la Brie boisée, en raison notamment de rapports difficiles avec Jean-Jacques Barbaux (LR), président du Val Bréon et du Conseil départemental.
Ferrières étant insatisfait de ce rattachement imposé a obtenu d'intégrer, le 1er janvier 2018, la communauté d'agglomération Marne et Gondoire,.

### Liste des maires

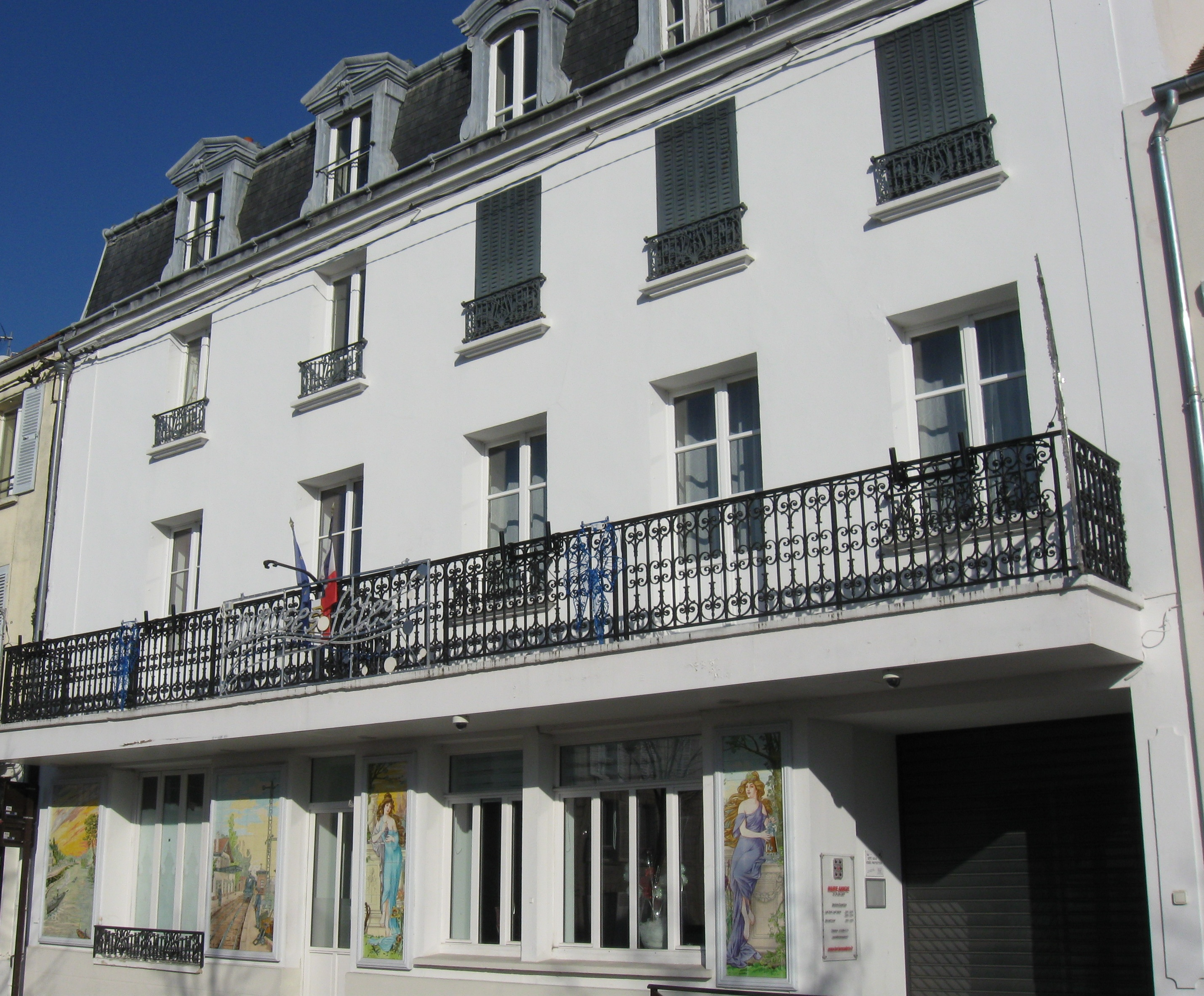
La mairie annexe, ancien « café Saint-Rémy ».

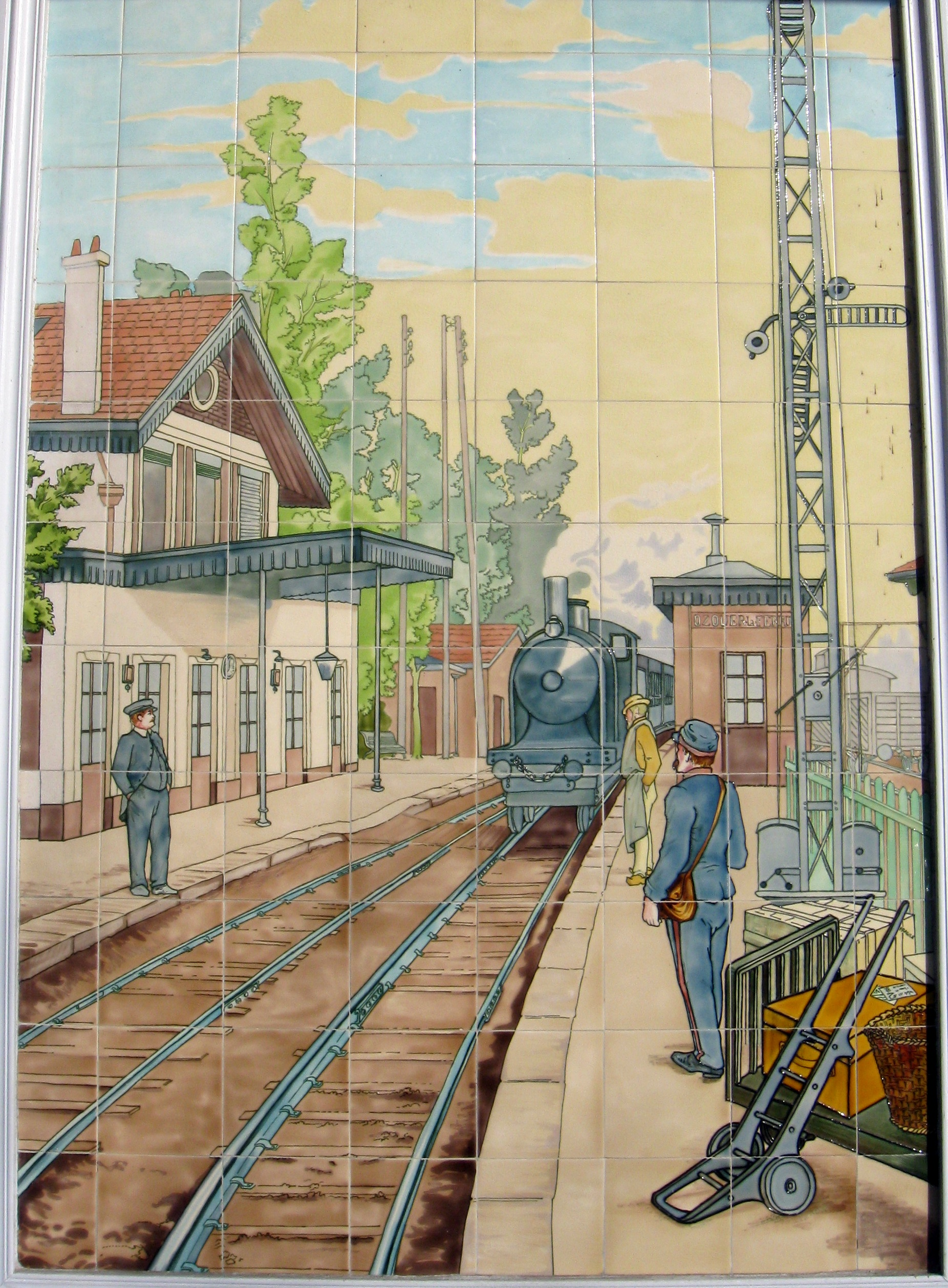
Entrée d'un train en gare d'Ozoir-la-Ferrière, panneau en céramique de l'ancien « café Saint-Rémy ».

| Période      | Période   | Identité              | Étiquette     | Qualité |
| ------------ | --------- | --------------------- | ------------- | --- |
| 1810         |           | Charles Heucleux      |               | |
| 1810         | 1815      | Antoine Cadot         |               | |
| 1815         | 1816      | Pierre Lemaire        |               | |
| 1816         | 1817      | Jean-Baptiste Rigal   |               | |
| 1817         | 1825      | Pierre Guimard        |               | |
| 1825         | 1831      | Jean Martragny        |               | |
| 1831         | 1841      | Françaois Vaudescal   |               | |
| 1841         | 1848      | Pierre Morlet         |               | |
| 1848         | 1848      | Paul Dutfoy           |               | |
| 1848         | 1861      | Jean Martragny        |               | |
| 1862         | 1865      | Baptiste Cresson      |               | |
| 1865         | 1872      | Charles Vavasseur     |               | |
| 1872         | 1873      | Désiré Grouard        |               | |
| 1873         | 1888      | Charles Vavasseur     |               | |
| 1888         | 1900      | François Bescher      |               | |
| 1900         | 1908      | Paul Publier          |               | |
| 1908         | 1938      | Auguste Trezy         |               | |
| 1938         | 1942      | Jules Rochat          |               | |
| 1942         | 1945      | Emile Jovenet         |               | |
| 1945         | 1947      | Édouard de Rothschild |               | Homme d'affaires |
| octobre 1947 | mai 1953  | Maurice Chevanne      |               | |
| mai 1953     | mars 1959 | Édouard Bader         |               | |
| mars 1959    | 1973      | Marcel Delamotte      |               | |
| 1974         | mars 1977 | André Pracht          |               | |
| mars 1977    | mars 1983 | Guy de Rothschild     |               | Homme d'affaires |
| mars 1983    | mars 1989 | Thérèse Potier        |               | |
| mars 1989    | 1992      | Claude Barenton       |               | |
| 1992         | En cours  | Mireille Munch        | Cap21 puis CÉ | Retraitée de l'Éducation nationale Conseillère départementale d'Ozoir-la-Ferrière (2021 → ) 1re vice-présidente de la CA Marne et Gondoire Chevalier de la Légion d’honneur Réélue pour le mandat 2020-2026 |

### Jumelages
- Dunchurch (Angleterre) depuis 1987.
- Purén (Chili) (Chili) depuis 2003.

## Équipements et services

### Eau et assainissement
L’organisation de la distribution de l’eau potable, de la collecte et du traitement des eaux usées et pluviales relève des communes. La loi NOTRe de 2015 a accru le rôle des EPCI à fiscalité propre en leur transférant cette compétence. Ce transfert devait en principe être effectif au 1er janvier 2020, mais la loi Ferrand-Fesneau du 3 août 2018 a introduit la possibilité d’un report de ce transfert au 1er janvier 2026,.

#### Assainissement des eaux usées
En 2020, la gestion du service d'assainissement collectif de la commune de Ferrières-en-Brie est assurée par le SIA de Marne-la-Vallée (SIAM) pour la collecte et . Ce service est géré en délégation par une entreprise privée,,.
La station d'épuration Equalia est quant à elle gérée par le SIA de Marne-la-Vallée (SIAM) qui a délégué la gestion à une entreprise privée, VEOLIA, dont le contrat arrive à échéance le 31 décembre 2020,.
L’assainissement non collectif (ANC) désigne les installations individuelles de traitement des eaux domestiques qui ne sont pas desservies par un réseau public de collecte des eaux usées et qui doivent en conséquence traiter elles-mêmes leurs eaux usées avant de les rejeter dans le milieu naturel. Le Syndicat mixte Centre Brie pour l'ANC (SMCBANC) assure pour le compte de la commune le service public d'assainissement non collectif (SPANC), qui a pour mission de vérifier la bonne exécution des travaux de réalisation et de réhabilitation, ainsi que le bon fonctionnement et l’entretien des installations,.

#### Eau potable
En 2020, l'alimentation en eau potable est assurée par la communauté d'agglomération Marne et Gondoire (CAMG) qui en a délégué la gestion à la SAUR, dont le contrat expire le 31 décembre 2025,,.

### Enseignement
- Le château de Ferrières accueille depuis 2014 une école de la gastronomie, de l'hôtellerie et du luxe[52],[53].

- École élémentaire La Taffarette[54]

## Population et société

### Démographie
L'évolution du nombre d'habitants est connue à travers les recensements de la population effectués dans la commune depuis 1793. Pour les communes de moins de 10 000 habitants, une enquête de recensement portant sur toute la population est réalisée tous les cinq ans, les populations de référence des années intermédiaires étant quant à elles estimées par interpolation ou extrapolation. Pour la commune, le premier recensement exhaustif entrant dans le cadre du nouveau dispositif a été réalisé en 2007.

En 2022, la commune comptait 3 887 habitants, en évolution de +20,64 % par rapport à 2016 (Seine-et-Marne : +3,92 %, France hors Mayotte : +2,11 %).
| 1793 | 1800 | 1806 | 1821 | 1831 | 1836 | 1841 | 1846 | 1851 |
| ---- | ---- | ---- | ---- | ---- | ---- | ---- | ---- | ---- |
| 415  | 383  | 346  | 383  | 408  | 433  | 436  | 494  | 584  |

| 1856 | 1861 | 1866 | 1872 | 1876 | 1881 | 1886 | 1891 | 1896 |
| ---- | ---- | ---- | ---- | ---- | ---- | ---- | ---- | ---- |
| 700  | 762  | 847  | 802  | 797  | 839  | 930  | 931  | 937  |

| 1901 | 1906 | 1911 | 1921 | 1926 | 1931 | 1936 | 1946 | 1954 |
| ---- | ---- | ---- | ---- | ---- | ---- | ---- | ---- | ---- |
| 961  | 898  | 815  | 678  | 739  | 699  | 715  | 605  | 673  |

| 1962 | 1968 | 1975  | 1982  | 1990  | 1999  | 2006  | 2007  | 2012  |
| ---- | ---- | ----- | ----- | ----- | ----- | ----- | ----- | ----- |
| 833  | 941  | 1 031 | 1 340 | 1 445 | 1 655 | 2 078 | 2 138 | 2 288 |

| 2017  | 2022  | - | - | - | - | - | - | - |
| ----- | ----- | - | - | - | - | - | - | - |
| 3 433 | 3 887 | - | - | - | - | - | - | - |

### Enseignement
- Le château de Ferrières accueille depuis 2014 une école de la gastronomie, de l'hôtellerie et du luxe[52],[53].
- École élémentaire La Taffarette[54]..

## Économie

### Revenus de la population et fiscalité
En 2019, le nombre de ménages fiscaux de la commune était de 1 556 (dont 80 % imposés), représentant 3 607 personnes et la  médiane du revenu disponible par unité de consommation  de 27 610 euros, le 1er décile étant de 16 270 euros avec un rapport interdécile de 2,7.

### Emploi
En 2018, le nombre total d’emplois dans la zone était de 3 246, occupant 1 894 actifs  résidants (dont 17,8 % dans la commune de résidence et 82,2 % dans une commune autre que la commune de résidence).
Le taux d'activité de la population (actifs ayant un emploi) âgée de 15 à 64 ans s'élevait à 77,4 % contre un taux de chômage de 6,5 %.
Les 16,1 % d’inactifs se répartissent de la façon suivante : 8,2 % d’étudiants et stagiaires non rémunérés, 4 % de retraités ou préretraités et 4 % pour les autres inactifs.

### Secteurs d'activité

#### Entreprises et commerces
Au 31 décembre 2019, le nombre d’unités légales et d’établissements (activités marchandes hors agriculture) par secteur d'activité était de 315 dont 21 dans l’industrie manufacturière, industries extractives et autres, 42 dans la construction, 76 dans le commerce de gros et de détail, transports, hébergement et restauration, 19 dans l’Information et communication, 28 dans les activités financières et d'assurance, 9 dans les activités immobilières, 68 dans les activités spécialisées, scientifiques et techniques et activités de services administratifs et de soutien, 28 dans l’administration publique, enseignement, santé humaine et action sociale et 24 étaient relatifs aux autres activités de services.
En 2020, 73 entreprises ont été créées sur le territoire de la commune, dont 59 individuelles.
Au 1er janvier 2021, la commune disposait de 232 chambres d’hôtels dans un établissement et ne possédait aucun terrain de  camping.

#### Agriculture
Ferrières-en-Brie est dans la petite région agricole dénommée la « Brie boisée », une partie de la Brie autour de Tournan-en-Brie. En 2010, aucune orientation technico-économique de l'agriculture ne se dégage sur la commune.
Si la productivité agricole de la Seine-et-Marne se situe dans le peloton de tête des départements français, le département enregistre un double phénomène de disparition des terres cultivables (près de 2 000 ha par an dans les années 1980, moins dans les années 2000) et de réduction d'environ 30 % du nombre d'agriculteurs dans les années 2010. Cette tendance se retrouve au niveau de la commune où le nombre d’exploitations est passé de 3 en 1988 à 0 en 2010.
Le tableau ci-dessous présente les principales caractéristiques des exploitations agricoles de Ferrières-en-Brie, observées sur une période de 22 ans : 
|                                      | 1988 | 2000 | 2010 |
| ------------------------------------ | ---- | ---- | ---- |
| Dimension économique,                |      |      |      |
| Nombre d’exploitations (u)           | 3    | 1    | 0    |
| Travail (UTA)                        | 21   | 1    | 0    |
| Surface agricole utilisée (ha)       | 220  | 3    | 0    |
| Cultures                             |      |      |      |
| Terres labourables (ha)              | 145  | s    | 0    |
| Céréales (ha)                        | 120  | s    |      |
| dont blé tendre (ha)                 | 64   | s    |      |
| dont maïs-grain et maïs-semence (ha) | 39   | s    |      |
| Tournesol (ha)                       | 0    |      |      |
| Colza et navette (ha)                | s    |      |      |
| Élevage                              |      |      |      |
| Cheptel (UGBTA)                      | 6    | 3    |      |

## Culture locale et patrimoine

### Monuments et lieux remarquables
La commune compte cinq monuments répertoriés à l'inventaire des monuments historiques (Base Mérimée) :
- L'église Saint-Rémy,  Classé MH (1847)[66] présente des éléments des Xe, XIe, XIIIe et XVIe siècles. Pour l'essentiel, elle a été édifiée vers 1230-1240 sous le patronage de l'évêque de Paris par l'abbé prémontré de l'abbaye Saint-Nicolas d'Hermières à Favières[67].

L'édifice, sans transept, est composée de trois nefs de cinq travées terminées par trois absides. Le chevet est de type champenois, les absidioles communiquant avec le chœur par une arcade et étant plantées de biais. Les arcades principales de la nef sont portées par des colonnes tandis que l'étage supérieur présente un triforium aveugle à quatre arcs par travée sommé d'oculi. Ce parti dérive de Notre-Dame de Paris. Le voûtement est barlong et la charpente date de l'époque moderne (elle a été entièrement reconstruite après un incendie en 1569) ;

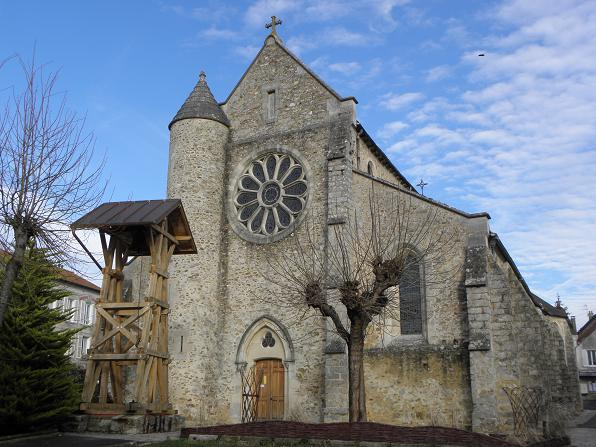
Façade occidentale.
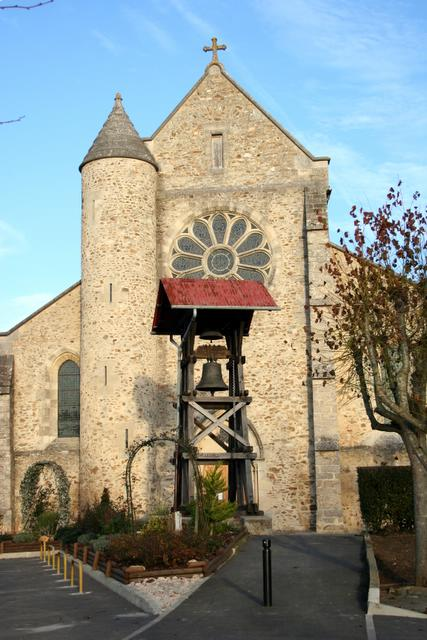
La cloche de l'église est suspendue à l'extérieur.
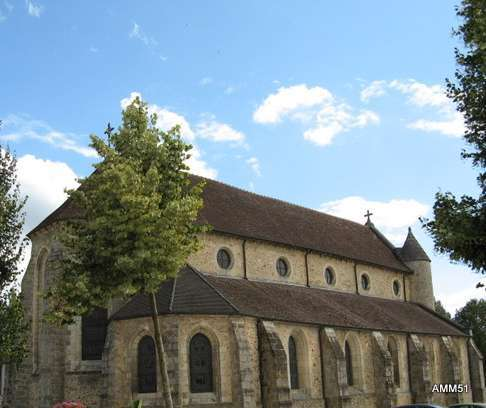
Façade ouest et chevet.

- Le domaine du château de Ferrières (aussi sur la commune de Pontcarré) a appartenu à Fouché. Il est acheté en 1829 par le baron James de Rothschild qui le fait reconstruire dans les années 1850 par l'architecte anglais Joseph Paxton ;
 Classé MH (2000)[69] ;

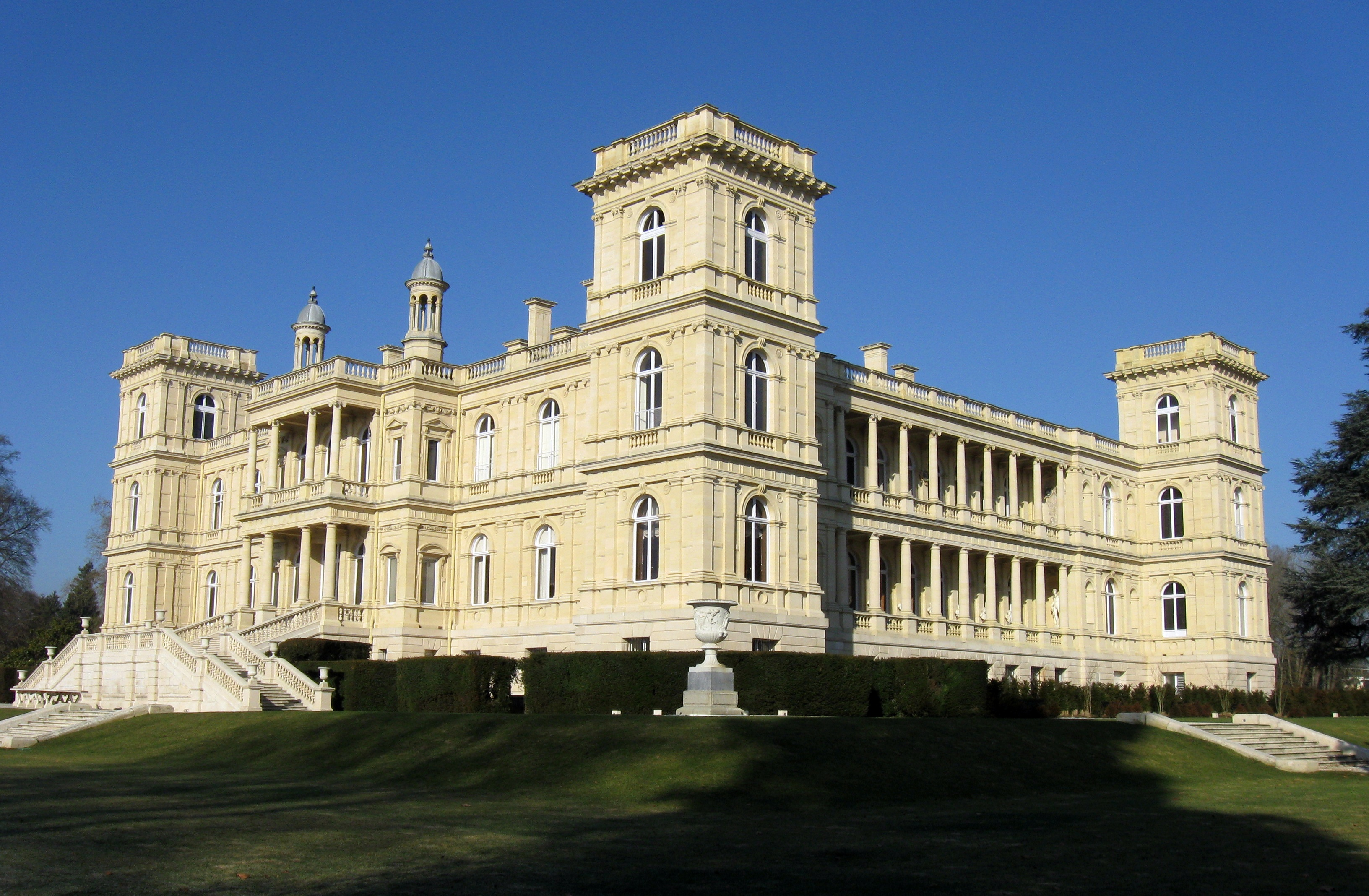
Le château de Ferrières.

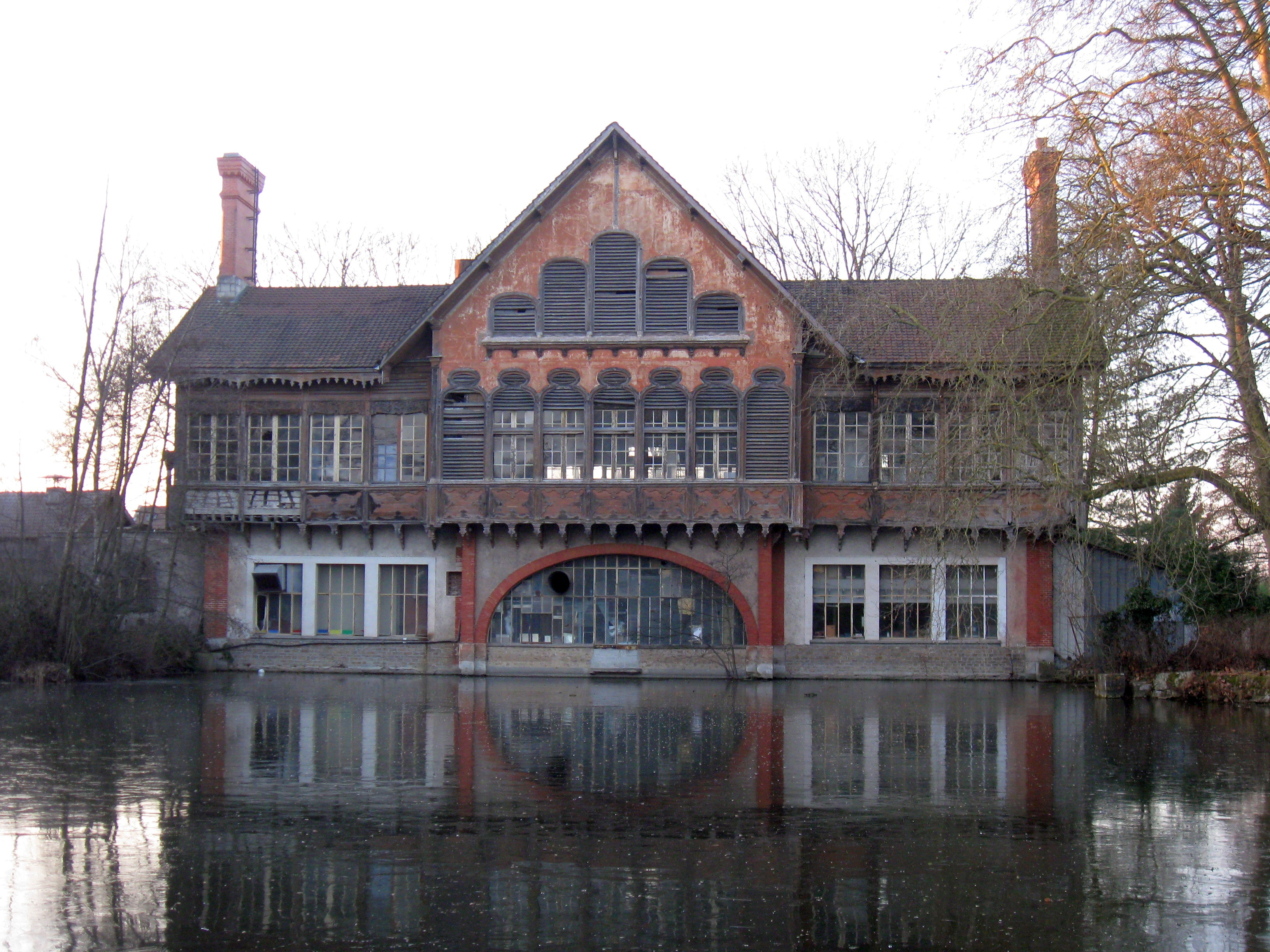
L'ancienne buanderie (étang de la Taffarette).

- Les anciennes écuries de l'ancien domaine du château Rothschild,  Inscrit MH (1997)[70] ;
- L'ancienne buanderie de l'ancien domaine du château Rothschild construite par Joseph-Antoine Froelicher,  Inscrit MH (1997)[71] ;
- Le « Café Saint-Rémy », ancien relais de poste aujourd'hui mairie annexe dont la façade est ornée de quatre panneaux en céramique dus au céramiste Arnoux,  Inscrit MH (1927)[72].

### Autres lieux et monuments
- le lavoir communal ;

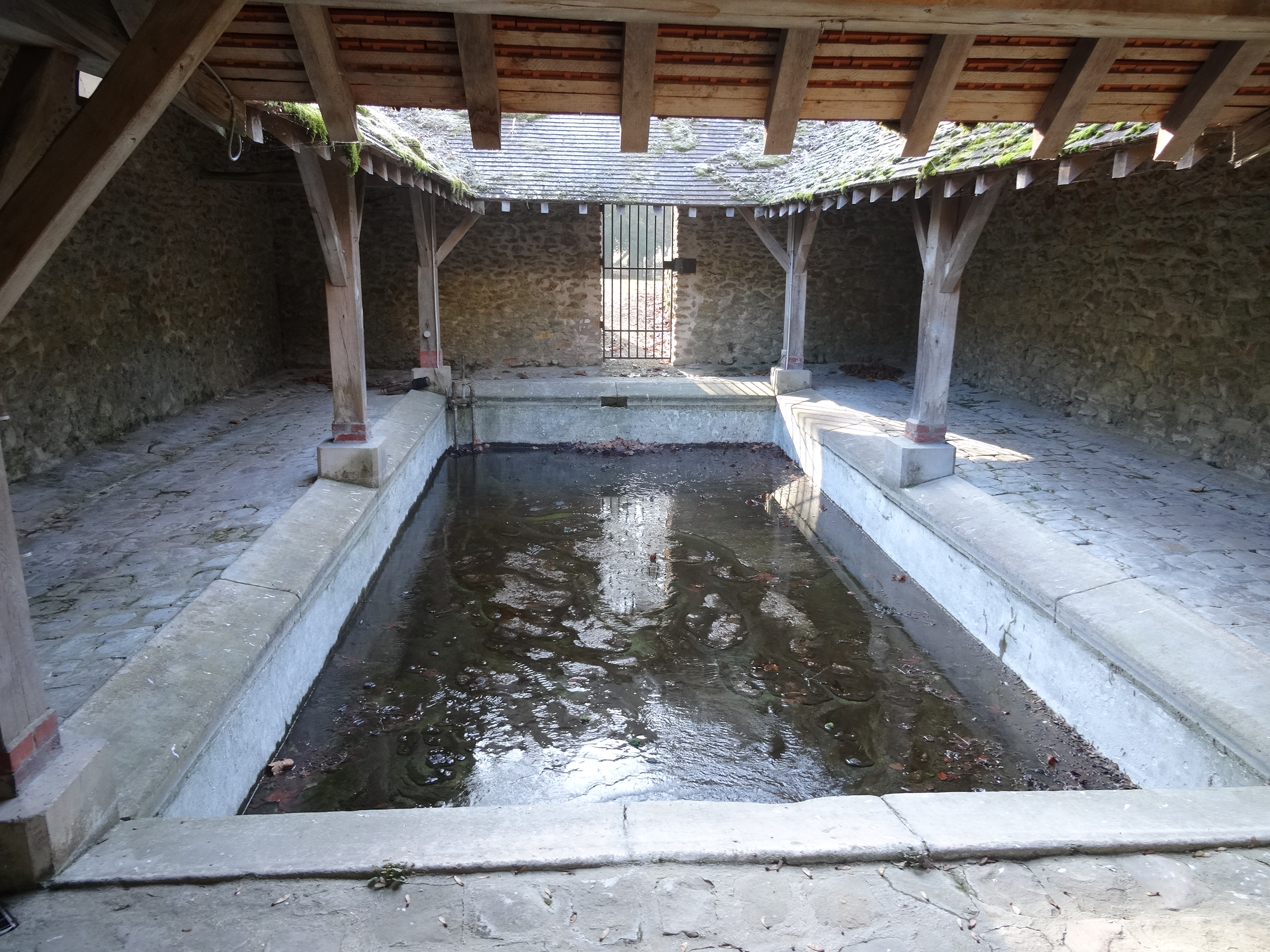
Le lavoir communal.

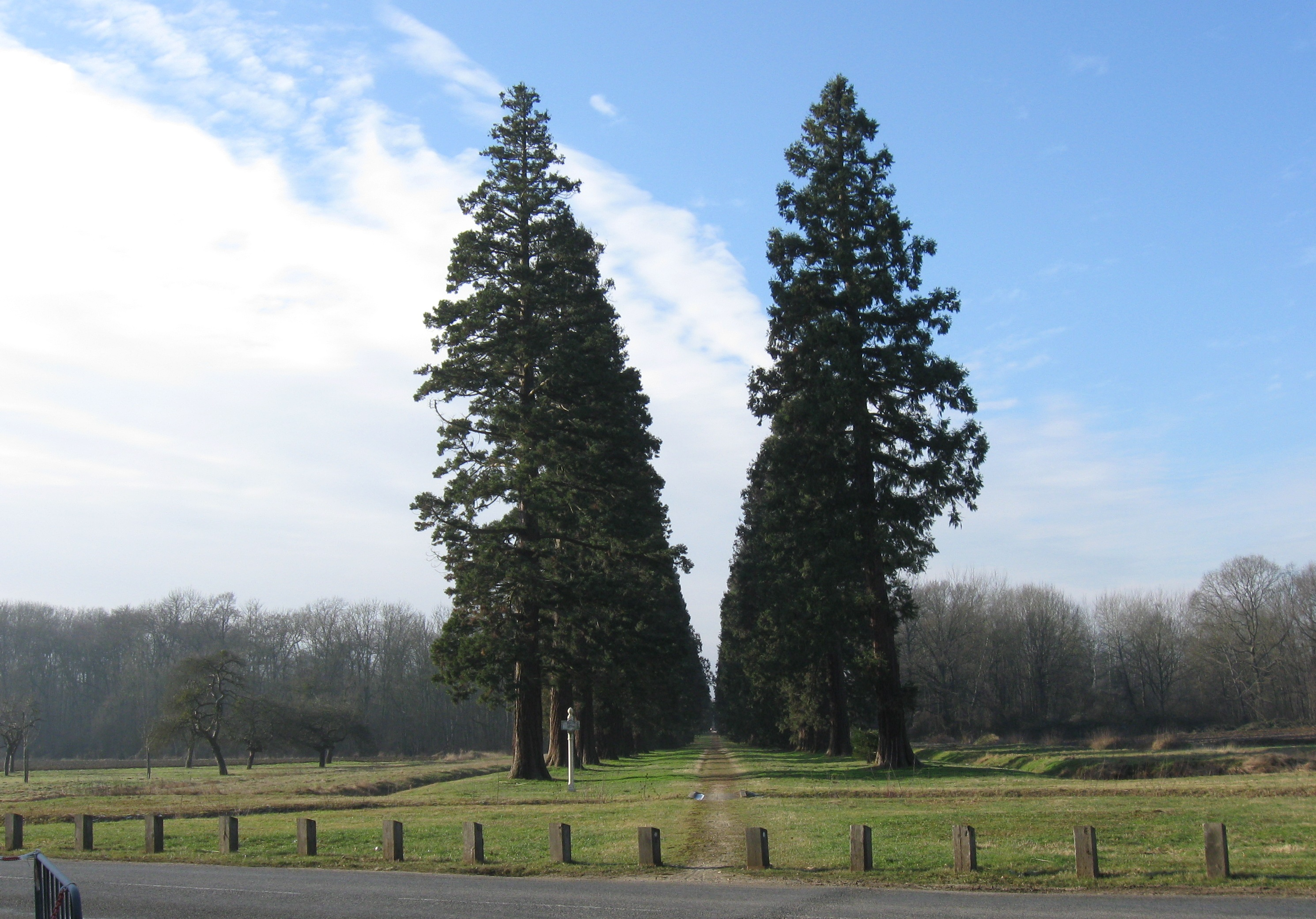
L'allée des Séquoias (forêt de Ferrières).

- l'allée des Séquoias (forêt de Ferrières).

### Personnalités liées à la commune
- Edme Villequié, dit « de Brie » (1607-1676), comédien français qui fit partie de la Troupe de Molière de 1650 au moins à sa mort ;
- Les cendres de Joseph Fouché (1759-1820), décédé à Trieste, reposent au cimetière municipal depuis 1875 ;
- Édouard Bader, (1899-1983), joueur de rugby à XV français, vice-champion olympique en 1920 y est né ;
- La famille Rothschild est très attachée à la ville[73] ;
- Une portion de la forêt régionale de Ferrières se trouve dans le territoire communal.
- Sainte Louise de Marillac est née dans le village en 1591

### Ferrières dans les arts
Le château de Ferrières a servi entre autres de décor à la séquence finale du film « Papy fait de la résistance ».

### Héraldique
|  | Les armes de la ville se blasonnent ainsi : D’argent maçonné de sable de sept pièces, deux en chef, trois en fasce et deux en pointe, la pièce en abîme chargée d’un croissant de gueules et les autres chargées chacune d’une merlette de sable. |

Le blason a été adopté officiellement par la municipalité en 1976. Il s'agit de celui des seigneurs de Marillac, installés à Ferrières au XVe siècle.